# Antiche unità di misura della provincia di Mantova

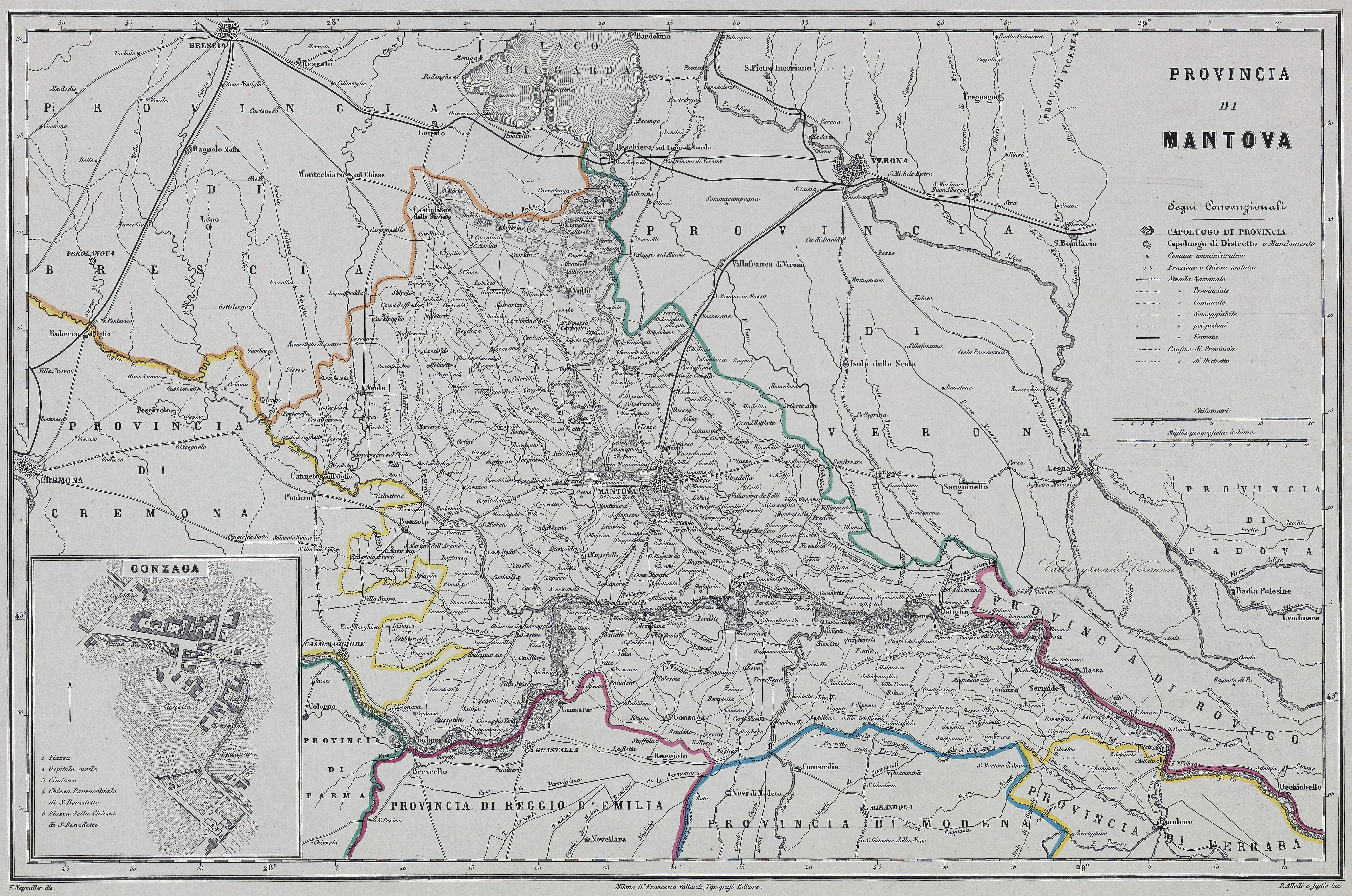
Provincia di Mantova, 1868 circa

Sono qui riportate le conversioni tra le antiche unità di misura in uso nella provincia di Mantova e il sistema metrico decimale, così come stabilite ufficialmente nel 1877.
Nonostante l'apparente precisione nelle tavole, in molti casi è necessario considerare che i campioni utilizzati (anche per le tavole di epoca napoleonica) erano di fattura approssimativa o discordanti tra loro.
Alcune unità di misura erano riprese da Brescia e da Verona.
È da segnalare il caso di Castiglione delle Stiviere dove, oltre ad alcune unità di misura di Brescia, erano utilizzate alcune specifiche unità di misura locali.

## Misure di lunghezza
| Comuni | Denominazione        | Valore   | Unità |
| --- | -------------------- | -------- | ----- |
| Tutti i comuni meno i seguenti | Braccio mercantile   | 0,637973 | m     |
| Tutti i comuni meno i seguenti | Braccio agrimensorio | 0,466860 | m     |
| Castiglione delle Stiviere, Medole, Solferino, Asola, Casalmoro, Casalpoglio, Casaloldo, Redondesco, Mariana, Canneto, Casalromano | Braccio da panno     | 0,674124 | m     |
| Castiglione delle Stiviere, Medole, Solferino, Asola, Casalmoro, Casalpoglio, Casaloldo, Redondesco, Mariana, Canneto, Casalromano | Braccio da seta      | 0,640383 | m     |
| Castiglione delle Stiviere, Medole, Solferino, Asola, Casalmoro, Casalpoglio, Casaloldo, Redondesco, Mariana, Canneto, Casalromano | Piede agrimensorio   | 0,475467 | m     |
| Viadana, Bozzolo, S. Martino dell'Argine, Rivarolo fuori, Gazzuolo                                                                 | Trabucco o cavezzo   | 2,901233 | m     |
| Monzambano, Ponti sul Mincio | Braccio lungo        | 0,648991 | m     |
| Monzambano, Ponti sul Mincio | Braccio corto        | 0,642449 | m     |
| Monzambano, Ponti sul Mincio | Pertica              | 2,057489 | m     |

Il braccio mercantile di Mantova si divide in dodicesimi.
Il braccio agrimensorio di Mantova si divide in 12 once.
Sei braccia fanno una pertica, due pertiche fanno un perticone.
Il braccio da panno, il braccio da seta, ed il piede agrimensorio di Castiglione si dividono in 12 once.
Sei piedi fanno un cavezzo.
II trabucco di Viadana si divide in 6 piedi, il piede in 12 once, l'oncia in 12 punti, il punto in 12 atomi.
Il braccio lungo ed il braccio corto di Monzambano si dividono in 12 once.
La pertica di Monzambano si divide in 6 piedi, il piede in 12 once, l'oncia in 12 linee.

## Misure di superficie
In tutti i comuni meno quelli indicati nelle tabelle seguenti
| Nome              | Nome              | Nome              | Nome              | Valore    | Valore |
| ----------------- | ----------------- | ----------------- | ----------------- | --------- | ------ |
| Biolca di Mantova | Biolca di Mantova | Biolca di Mantova | Biolca di Mantova | 3138,5969 | m²     |
| 100               | Tavola            | Tavola            | Tavola            |           |        |
| 400               | 4                 | Pertica           | Pertica           |           |        |
| 14400             | 144               | 36                | Braccio quadrato  |           |        |

Nel comune di Acquanegra sul Chiese si usava anche la misura agraria di Brescia.

### Castiglione delle Stiviere, Medole, Solferino, Asola, Casalmoro, Casalpoglio, Casaloldo, Redondesco, Mariana, Canneto, Castelromano
| Nome           | Nome           | Nome           | Nome           | Valore    | Valore | Note         |
| -------------- | -------------- | -------------- | -------------- | --------- | ------ | ------------ |
| Piò di Brescia | Piò di Brescia | Piò di Brescia | Piò di Brescia | 3255,3938 | m²     | come Brescia |
| 100            | Tavola         | Tavola         | Tavola         | 32,553938 | m²     |              |
| 400            | 4              | Cavezzo        | Cavezzo        |           |        |              |
| 14400          | 144            | 36             | Piede          |           |        |              |

Nel XVIII sec., nel rispondere ai quesiti relativi alle unità di misura agricole utilizzate, i comuni di Castiglione delle Stiviere e Medole indicarono esplicitamente l'uso di unità di misura bresciane.
Nelle tavole ufficiali del 1803 e del 1860 le unità di misura superficiali per Castiglione delle Stiviere sono indicate come coincidenti con quelle di Brescia.
Per Castiglione delle Stiviere alcune fonti ottocentesche non ufficiali indicano l'esistenza di un piò locale pari a 3194,3931 m², cioè il valore che le tabelle ufficiali del 1803 indicavano erroneamente per il piò di Brescia. Tale errore, dovuto all'utilizzo di un campione mantovano, venne evidenziato nella Prefazione alle tavole ufficiali edite nel 1809. Il valore di 3194,3931 m² per il piò di Castiglione delle Stiviere è riportato anche dalla Camera di Commercio di Mantova.
| Nome   | Nome            | Nome            | Nome            | Nome            | Valore    | Valore |
| ------ | --------------- | --------------- | --------------- | --------------- | --------- | ------ |
| Tavola | Tavola          | Tavola          | Tavola          | Tavola          | 32,553938 | m²     |
| 12     | Piede di tavola | Piede di tavola | Piede di tavola | Piede di tavola |           |        |
| 144    | 12              | Oncia di tavola | Oncia di tavola | Oncia di tavola |           |        |
| 1728   | 144             | 12              | Punto di tavola | Punto di tavola |           |        |
| 20736  | 1728            | 144             | 12              | Atomo di tavola |           |        |

| Nome                                      | Nome                                      | Nome                                      | Nome                                      | Valore   | Valore | Note         |
| ----------------------------------------- | ----------------------------------------- | ----------------------------------------- | ----------------------------------------- | -------- | ------ | ------------ |
| Braccio da fabbrica o quadretto bresciano | Braccio da fabbrica o quadretto bresciano | Braccio da fabbrica o quadretto bresciano | Braccio da fabbrica o quadretto bresciano | 0,226069 | m²     | come Brescia |
| 12                                        | Oncia del braccio                         | Oncia del braccio                         | Oncia del braccio                         |          |        |              |
| 144                                       | 12                                        | Punto del braccio                         | Punto del braccio                         |          |        |              |
| 1728                                      | 144                                       | 12                                        | Atomo del braccio                         |          |        |              |

| Nome           | Nome              | Nome              | Nome              | Valore   | Valore | Note         |
| -------------- | ----------------- | ----------------- | ----------------- | -------- | ------ | ------------ |
| Braccio d'asse | Braccio d'asse    | Braccio d'asse    | Braccio d'asse    | 1,356414 | m²     | come Brescia |
| 12             | Oncia del braccio | Oncia del braccio | Oncia del braccio |          |        |              |
| 144            | 12                | Punto del braccio | Punto del braccio |          |        |              |
| 1728           | 144               | 12                | Atomo del braccio |          |        |              |

| Nome                                   | Nome                                   | Valore   | Valore | Note         |
| -------------------------------------- | -------------------------------------- | -------- | ------ | ------------ |
| Pertica da fabbrica o cavezzo quadrato | Pertica da fabbrica o cavezzo quadrato | 8,138484 | m²     | come Brescia |
| 36                                     | Quadretto                              |          |        |              |

### Viadana, Bozzolo, S. Martino dell'Argine, Rivarolo fuori, Gazzuolo
| Nome              | Nome              | Nome              | Nome              | Nome              | Nome              | Valore   | Valore | Note         |
| ----------------- | ----------------- | ----------------- | ----------------- | ----------------- | ----------------- | -------- | ------ | ------------ |
| Pertica cremonese | Pertica cremonese | Pertica cremonese | Pertica cremonese | Pertica cremonese | Pertica cremonese | 808,0469 | m²     | come Cremona |
| 24                | Tavola            | Tavola            | Tavola            | Tavola            | Tavola            |          |        |              |
| 288               | 12                | Piede             | Piede             | Piede             | Piede             |          |        |              |
| 3456              | 144               | 12                | Oncia             | Oncia             | Oncia             |          |        |              |
| 41472             | 1728              | 144               | 12                | Punto             | Punto             |          |        |              |
| 497664            | 20736             | 1728              | 144               | 12                | Piede             |          |        |              |

### Monzambano, Ponti sul Mincio
| Nome            | Nome            | Nome            | Valore    | Valore | Note        |
| --------------- | --------------- | --------------- | --------- | ------ | ----------- |
| Campo di Verona | Campo di Verona | Campo di Verona | 3047,9466 | m²     | come Verona |
| 24              | Vazena          | Vazena          |           |        |             |
| 720             | 30              | Tavola          |           |        |             |

## Misure di volume
| Comuni | Denominazione            | Valore  | Unità |
| --- | ------------------------ | ------- | ----- |
| Tutti i comuni meno i seguenti | Quadretto o braccio cubo | 101,756 | L     |
| Castiglione delle Stiviere, Medole, Solferino, Asola, Casalmoro, Casalpoglio, Casaloldo, Redondesco, Mariana, Canneto, Casalromano | Quadretto bresciano      | 107,488 | L     |
| Monzambano, Ponti sul Mincio | Piede cubo di Verona     | 40,324  | L     |

Il quadretto o braccio cubo di Mantova è di 1728 once cube.
Per la misura della legna si usa il passo di 45 quadretti.
100 quadretti fanno un carro da fieno.
120 quadretti fanno un carro da paglia.
Il quadretto bresciano detto anche braccio da fabbrica si divide in 12 once, l'oncia in 12 punti, il punto in 12 atomi.
36 quadretti bresciani fanno una pertica, misura da muri.
100 quadretti fanno il carro bresciano da fieno e paglia.
12 quadretti fanno il carro da concime.
72 quadretti fanno la meda, misura della legna da fuoco.
Il piede cubo di Verona si divide in 12 once, l'oncia in 12 linee, la linea in 12 atomi.

## Misure di capacità per gli aridi
| Comuni | Denominazione   | Valore   | Unità |
| --- | --------------- | -------- | ----- |
| Tutti i comuni meno i seguenti | Sacco mantovano | 103,8155 | L     |
| Castiglione delle Stiviere, Medole, Solferino, Asola, Casalmoro, Casalpoglio, Casaloldo, Redondesco, Mariana, Canneto, Casalromano | Soma bresciana  | 145,9200 | L     |
| Monzambano, Ponti sul Mincio | Sacco di Verona | 114,6535 | L     |

Il Sacco di Mantova si divide in 3 staia, lo staio in 4 quarti.
Per i grani vestiti lo staio si usava colmo.
La soma bresciana si divide io 12 quarte, la quarta in 4 coppi, il coppo in 4 stoppelli, lo stoppello in 4 quartini.
Il sacco veronese si divide in 3 minali, il minale in 4 quarte.

### Documentazione storica
Le tabelle ufficiali del 1803 indicavano l'utilizzo di una soma locale per Castiglione delle Stiviere, pari a litri 152,0252 divisa come la soma di Brescia.

## Misure di capacità per i liquidi
| Comuni | Denominazione    | Valore   | Unità |
| --- | ---------------- | -------- | ----- |
| Tutti i comuni meno i seguenti | Soglio mantovano | 109,3636 | L     |
| Castiglione delle Stiviere, Medole, Solferino, Asola, Casalmoro, Casalpoglio, Casaloldo, Redondesco, Mariana, Canneto, Casalromano | Zerla bresciana  | 49,7427  | L     |
| Monzambano, Ponti sul Mincio | Brento veronese  | 70,5111  | L     |

Il soglio di Mantova si divide in 2 portate, la portata in 60 boccali.
Una misura di 54 boccali si diceva Portata nuova.
Occorre notare che la Commissione del 1801 determinava il soglio mantovano da vino di 60 boccali in litri 54,6818, come figura nelle Tavole del 1803. Nel 1827 però una Commissione politico-militare stabiliva il soglio di due portate, di 55 boccali ciascuna, e così il soglio di boccali 110 e corrispondenti a Litri 105,6527.
Otto Sogli fanno una botte, o carro.
La zerla di Brescia si divide in 4 secchie, la secchia in 9 pinte, la pinta in 2 boccali, il boccale in 2 mezzi, il mezzo in 2 tazze.
15 zerle fanno un carro.
Il brento di Verona si divide in 72 inghistare.
18 inghistare fanno una secchia.
Il brento da olio corrisponde a litri 68,68.
Nel comune di Castiglione delle Stiviere usavasi pure un soglio locale di 66 boccali corrispondente a litri 51,0015.

## Pesi
In tutti i comuni meno quelli indicati nelle tabelle seguenti:
| Nome | Nome   | Nome   | Valore  | Valore |
| ---- | ------ | ------ | ------- | ------ |
| Peso |        |        |         |        |
| 25   | Libbra | Libbra | 314,769 | g      |
| 300  | 12     | Oncia  |         |        |

I farmacisti usavano la libbra medica viennese uguale a grammi 420,008 ed anche la libbra locale mercantile.
Gli orefici usavano il marco milanese di 8 once, uguale a grammi 234,973.
La libbra di Mantova figura nelle tavole del 1803 uguale a grammi 310,5291. Nel 1827 una Commissione apposita politico-militare ne stabiliva il ragguaglio in grammi 315,006. In qualche documento si legge 315,029. Esperimenti appositamente istituiti nel 1869 e nel 1870 diedero i risultati accolti nella presente tavola.

### Castiglione delle Stiviere, Medole, Solferino, Asola, Casalmoro, Casalpoglio, Casaloldo, Redondesco, Mariana, Canneto, Casalromano
| Nome  | Nome  | Nome   | Nome   | Nome   | Nome   | Valore  | Valore | Note         |
| ----- | ----- | ------ | ------ | ------ | ------ | ------- | ------ | ------------ |
| Carro |       |        |        |        |        |         |        |              |
| 4     | Peso  | Peso   | Peso   | Peso   | Peso   |         |        |              |
| 100   | 25    | Libbra | Libbra | Libbra | Libbra | 314,769 | g      | come Brescia |
| 1200  | 300   | 12     | Oncia  | Oncia  | Oncia  |         |        |              |
| 19200 | 4800  | 192    | 16     | Dramma | Dramma |         |        |              |
| 76800 | 19200 | 768    | 64     | 4      | Quarta |         |        |              |

### Monzambano, Ponti sul Mincio
| Nome          | Nome          | Valore  | Valore | Note        |
| ------------- | ------------- | ------- | ------ | ----------- |
| Libbra grossa | Libbra grossa | 499,931 | g      | come Verona |
| 12            | Oncia         |         |        |             |

| Nome | Nome           | Nome           | Valore  | Valore | Note        |
| ---- | -------------- | -------------- | ------- | ------ | ----------- |
| Peso |                |                |         |        |             |
| 25   | Libbra sottile | Libbra sottile | 333,287 | g      | come Verona |
| 300  | 12             | Oncia          |         |        |             |

## Territorio
Nel 1874 nella provincia di Mantova erano presenti 66 comuni divisi in 11 distretti.
- Asola • Asola, Casalmoro, Casaloldo, Castel Goffredo, Ceresara, Piubega
- Bozzolo • Bozzolo, Castellucchio, Gazoldo degli Ippoliti, Gazzuolo, Marcaria, Rivarolo Mantovano, Rodigo, San Martino dall'Argine
- Canneto sull'Oglio • Acquanegra sul Chiese, Canneto sull'Oglio, Casalromano, Mariana Mantovana, Redondesco
- Castiglione delle Stiviere • Castiglione delle Stiviere, Cavriana, Guidizzolo, Medole, Solferino
- Gonzaga • Gonzaga, Motteggiana, San Benedetto Po, Suzzara
- Mantova • Bagnolo San Vito,  Quattroville, Curtatone, Borgoforte a sinistra del Mincio, Castel d'Ario, Castelbelforte, Mantova, Marmirolo, Porto Mantovano, Roncoferraro, Roverbella, San Giorgio di Mantova, Bigarello,
- Ostiglia • Ostiglia, Serravalle a Po, Sustinente, Villimpenta
- Revere • Borgofranco sul Po, Pieve di Coriano, Quingentole, Quistello, Revere, Schivenoglia, Villa Poma
- Sermide • Carbonara di Po, Felonica, Magnacavallo, Poggio Rusco, Sermide
- Viadana • Commessaggio, Dosolo, Pomponesco, Sabbioneta, Viadana
- Volta Mantovana • Goito, Monzambano, Ponti sul Mincio, Volta Mantovana